# 上乔塔尔
上乔塔尔，是匈牙利沃什州所辖的一个村，总面积17.90平方公里，总人口467，人口密度26.1人/平方公里（2010年1月1日）。